# Nahua
Acest articol se referă la grupul de populații Nahua din Mexic.  Pentru limba nativilor din Peru, numită Nahua, Yora ori Yoranahua, vedeți Limba Yora.
Nahua este termenul care desemnează un grup de populații native din Mexic, al căror urmași contemporani se găsesc în întreg Mexicul de astăzi, respectiv în sud-vestul Statelor Unite.  Limba acestor populații, făcând parte din grupul mai larg de limbi uto-aztece se numește Nahuatl și constă din mai multe dialecte, unele dintre acestea nefiind mutual inteligibile deloc.
Se presupune că populațiile Nahua ar fi fost originare din sud-vestul Statelor Unite, separându-se de celelalte populații ale grupului Uto-Aztec și migrând înspre partea centrală a Mexicului de astăzi cândva acum circa 4.000 de ani.  După așezarea lor în centrul Mexicului, ar fi migrat în toate direcțiile Mezoamericii.  Câteva din civilizațiile importante ale Mezoamericii au fost create de populații Nahua.  Astfel, se pot menționa culturile Aztec, Tepaneca, Acolhua, Tlaxcalteca și Xochimilca, dar și multe altele.

Număr de vorbitori Nahuatl per stat în Mexic